# Isabel Prieto de Landázuri
Isabel Ángela Prieto González Bango (1 de marzo de 1833, Alcázar de San Juan, Ciudad Real, España — 28 de septiembre de 1876, Hamburgo, Alemania), más conocida como Isabel Prieto de Landázuri, fue una poetisa y dramaturga española, considerada como «una de las primeras mujeres en ingresar al canon literario de México en el siglo XIX», ya que en este país fue donde llevó a cabo la mayor parte de su obra literaria.

## Biografía

Prieto de Landázuri es considerada como «una de las primeras mujeres en ingresar al canon literario de México en el siglo XIX».

Existen desacuerdos en cuanto al lugar de nacimiento de Isabel Prieto de Landázuri; si bien la mayoría de las fuentes considera que nació en Alcázar de San Juan, Ciudad Real, España en 1833, algunos escritores como el español Julio Cejador y Frauca determinaron que en realidad nació en la Ciudad de México. Inclusive, hay otras fuentes que aseguran que nació en 1828 en territorio español. Era hija del panameño Sotero Prieto Olasagarre (en ese entonces, Panamá estaba bajo el dominio español) y la española Isabel González Bango de la Puebla, siendo la mayor de once hermanos. También fue tía del destacado matemático Sotero Prieto Rodríguez.
A sus cuatro años de edad, su familia se mudó a México en donde Isabel se dedicó a estudiar. Ahí aprendió varios idiomas que le permitieron desempeñarse como traductora de obras literarias notables. Tiempo después, viajó a Guadalajara, Jalisco, lugar en el cual desarrolló la mayor parte de sus obras literarias. Se sabe que colaboró con el escritor francés radicado en México Alfredo Bablot en el periódico El Federalista. En 1864, ante la Intervención Francesa en México, se trasladó a la ciudad de San Francisco, California. Un año después, en 1865, regresó a la Ciudad de México y contrajo matrimonio con su primo Pedro Landázuri Diez, un político notable de esa época, con quien se fue a vivir al barrio de Tacubaya.
"Dotada de prodigiosa y facilísima memoria, concebía y daba forma a sus composiciones sin auxilio de la pluma, y las dictaba después a su esposo: puede decirse, a pesar de la gran extensión de la mayor parte, que todas ellas son verdaderas improvisaciones." Sus obras dramáticas pasan de catorce, y son las principales: Las dos flores, Los dos son peores, Oro y oropel, La escuela de las cuñadas, Duende y serafín, Abnegación, El Ángel del hogar,  Una noche de Carnaval, Soñar despierto y Un lirio entre zarzas.
En 1874, su esposo asumió el cargo de cónsul de México en Hamburgo así que Isabel se mudó con él y su hijo Jorge. Su otra hija, Blanca, enfermó y falleció en Veracruz mientras esperaba el barco que los llevaría a Hamburgo. El tercer hijo de la pareja nació en 1875, una vez que ya se hallaban en Alemania. 
Murió en 1876 a causa de un infarto cerebral.
José María Vigil leyó el discurso titulado "La Sra. doña Isabel Prieto de Landázuri", un estudio biográfico y literario de la autora, ante la Academia Mexicana, en 1882. Vigil mismo recopiló sus obras poéticas en una publicación realizada por Irineo Paz, una tarea que ambos editores también llevaron a cabo con la obra de Esther Tapia de Castellanos, en cierto modo, seguidora de Isabel Prieto.